# Indravati (India)
De Indravati is een zijrivier van de Godavari in Centraal-India. De rivier ontspringt in de Oost-Ghats in het district Kalahandi van de staat Odisha en stroomt van daaruit naar het westen, via Jagdalpur, en vervolgens zuidwaarts. Dan verenigt hij zich met de Godavari, op de grens van de staten Chhattisgarh, Maharashtra en Telangana.
De rivier, met een lengte van 535 km, stroomt voornamelijk door de dichtbeboste gebieden van Nabarangpur en Bastar.
In de bovenloop van de rivier bevindt zich de Indrivati-waterkrachtcentrale. Dit is, met een hoogteverschil van 642 meter en vier verticale Francisturbines van elk 150 MW de grootste waterkrachtcentrale van Oost-India. Hij werd gebouwd tussen 1978 en 2001, en omvat vier dammen en acht dijken, die samen de Indravati en enkele zijrivieren opstuwen tot een stuwmeer met een oppervlak van 110 km² en een volume van 2,3 km³.
Nadat het water de waterkrachtcentrale gepasseerd is, wordt het gebruikt voor irrigatie.
Ten westen van Jagdalpur vormt de rivier de bekende Chitrakote-waterval, de breedste waterval van India.
Aan de oevers van de rivier in het district Dantewara bevindt zich het nationale park Indravati.